# Robin Shou
Shou Wan Por (chinês: 仇雲波, 17 de julho de 1960), conhecido pelo seu nome artístico Robin Shou, é um ator e artista marcial de Hong Kong que trabalha na indústria cinematográfica norte-americana. Tipicamente estrelando em filmes de artes marciais, Shou é mais bem conhecido por ter interpretado Liu Kang na série de filmes de ação Mortal Kombat e Gobei no filme Um Ninja da Pesada.

## Biografia

### Primeiros anos
Shou nasceu em Hong Kong como o quarto filho de um alfaiate de Xangai e uma dona de casa. Sua família se mudou para os Estados Unidos em 1971. Sua primeira casa em Los Angeles era um apartamento de dois cômodos próximo de onde hoje é conhecida como Koreatown. Shou estudou no Colégio de Fremont na South Central, Los Angeles.
Shou não prestou a nenhuma aula de artes marciais antes de completar seus 19 anos. Estudou kenpō (karate) enquanto estudava na Universidade do Estado da Califórnia, Los Angeles. Logo percebeu que o karaté não lhe servia de nada, e decidiu parar. Um ano e meio depois, viu uma demonstração de um grupo de praticantes de wushu de Pequim. Ficou tão inspirado pelo treino nesta disciplina que, em 1981, logo antes de começar seu ano de sênior na Universidade do Estado da Califórnia, ele vendeu seu carro e usou o dinheiro para passar um trimestre estudando wushu na China. Seus pais não sabiam de seu verdadeiro paradeiro até que sua tia escreveu para a mãe de Robin, contando que seu filho estava em Nanquim.
Shou retornou à Universidade do Estado da Califórnia, em Los Angeles, e se bacharelou em engenharia civil. Passou um ano e meio neste campo, e se convenceu de que precisava de uma carreira diferente. Ele achava computadores e eletrônicos entediantes. Shou sempre tentava seguir o ideal: concluir seus estudos, conseguir um trabalho, e se casar. Ele estava infeliz, e a única coisa que o mantinha eram as artes marciais.
Logo, partiu para Hong Kong em férias. Ao chegar, recebeu uma oferta para aparecer em um filme como dublê. Recebia várias ofertas, e, em seus primeiros dois anos em Hong Kong, apareceu em pequenos trechos em filmes de ação. Viveu em um pequeno apartamento em Kowloon, onde ele pagava US$250 por mês.

### Carreira cinematográfica
O primeiro verdadeiro papel dramático de Shou foi em Forbidden Nights, 1990, com Melissa Gilbert. Apesar de ter sido apenas um filme de televisão, foi sua estreia na América do Norte. Shou, porém, retornou a Hong Kong e continuou aparecendo em filmes por lá. Nesta época, já era mais seletivo sobre os papéis que interpretava. Queria outros papéis além de um guarda-costas ou dublê. Ele começou a rejeitar papéis, e, após nove anos, estava pronto para deixar a atuação, até que seu amigo Hulk Hogan o convenceu o contrário.
Em 1994, Shou retornou a Los Angeles para entrar nos negócios de importação/exportação. Ele recebeu uma ligação de seu agente, que discutia sobre um "papel perfeito" em um filme chamado Mortal Kombat. Robin não demonstrava interessa, por assumir que interpretaria um vilão que seria morto no final ao invés do protagonista – Liu Kang, um guerreiro monge que procurava se vingar da morte de seu irmão. Seu agente insistiu que fizesse a audição, e aceitou; após sete testes, foi lançado ao papel de Liu Kang, substituindo Jason Scott Lee.
Shou também aparece em um pequeno papel na adaptação cinematográfica DOA: Dead or Alive, baseada na série de jogos de mesmo nome da Tecmo. O filme foi produzido pelo diretor de Mortal Kombat, Paul W. S. Anderson, e pelo produtor Jeremy Bolt. Participou também de Corrida Mortal 1 como 14K.
Seu mais recente papel foi Gen no filme de 2009 Street Fighter: The Legend of Chun-Li. Shou treinou Milla Jovovich para seu papel em Resident Evil.